# Terminales
Terminales es una serie de televisión mexicana creada y producida por Miguel Ángel Fox. La serie de corte dramático gira en torno a la vida de Abril Márquez una joven exitosa cuya vida se trunca por una enfermedad terminal. Es protagonizada por Ana Claudia Talancón, Alfonso Herrera, Andrés Almeida, Isela Vega, Opi Domínguez y Danny Perea.
La primera temporada se estrenó el 17 de septiembre de 2008 por la señal de paga Unicable y posteriormente por televisión abierta el día 22 de septiembre de 2008 por el Canal 5 de Televisa, En Venezuela se estrenó el 28 de febrero de 2010 por la señal de Televen, la primera temporada se lanzó con el eslogan Nada Que Perder Todo Por Vivir y contó con participaciones de Aarón Díaz y el cantante Juanes.

## Producción
La idea original de la serie provino del productor Miguel Ángel Fox quien tenía pensado incluir en cada capítulo un caso diferente sobre diversas enfermedades además que tuviera un mensaje motivacional que dejara huella en los jóvenes; sin embargo, el guion original dejó atrás la primera idea para narrar la vida de una joven mujer con Leucemia y que contara su forma de enfrentar la enfermedad frente a su trabajo, familia y amigos. 
La protagonista inicial sería la actriz Martha Higareda, quien rechazo el proyecto por falta de tiempo, así como la actriz otros actores de quienes se había confirmado su participación abandonaron el proyecto tales como Eduardo Arroyuelo, Alejandro Calva, Blanca Guerra y Nuria Bages.
La primera temporada de la serie inició sus transmisiones por la señal de paga Unicable el día miércoles 17 de septiembre de 2008 a las 20:30. La serie contó con la participación de 4 directores; Carlos Sama, Pierre Tartaka, Álvaro Curiel y Carlos Carrera. La primera temporada tuvo como invitados a varias personalidades como el cantante colombiano Juanes, Ludwika Paleta y el grupo musical juvenil Moderatto.
La segunda temporada de la serie no ha sido confirmada debido a la salida de la actriz Ana Claudia Talancon, en una entrevista para el diario Notimex en junio de 2009 esta dijo que de hacerse una segunda temporada no participaría en ella. Esto daría un dramático giro a la trama principal.

## Sinopsis
Abril Márquez es una publicista que tiene todo por delante; acaba de conseguir el trabajo de sus sueños en una popular revista de moda, además que el amor parece sonreírle con el galán más deseado de la editorial donde labora. Su vida que parece ser un cuento de hadas perfecto, pero rápidamente se convierte en una cruda realidad cuando es diagnosticada con leucemia.
Su tío, un muy buen médico, le da dos opciones: librar una ardua lucha contra su enfermedad o dejarse morir y vivir libre lo que le queda de vida. Confundida, Abril empieza a abrirse más con su familia, además de replantear sus metas y revalorar las relaciones con la gente que está a su alrededor.
Abril se da cuenta de que nunca ha sabido lo que es el verdadero sentimiento de amor, por lo que decide arriesgarse a todo con tal de descubrirle junto a un joven que le mostrará la vida de forma distinta. Llena de cambios y nuevas metas, Abril se lanza a vivir de una manera más sincera e intensa, pues aunque sabe que no puede controlar su manera de morir, puede decidir como vivir sus últimos días de vida.

## Elenco
- Ana Claudia Talancón es Abril Márquez una chica ambiciosa y audaz, que sabe conseguir todo lo que se propone. Esta actitud decidida y emprendedora, la ha llevado a conseguir grandes metas, como conseguir el empleo que siempre deseó (trabajar en la revista CARAS como la nueva reportera estrella), sin embargo, esto en ocasiones puede hacer que Abril pierda la perspectiva y deje a un lado otras metas, como terminar su universidad.
- Alfonso Herrera es Leonardo Carral es un chavo relajado pero con onda, le gusta la aventura y no conoce límites, nada es capaz de intimidarlo. Ha perdido la perspectiva de la vida desde que le diagnosticaron una enfermedad terminal. Desde ese momento se alejó de cualquier convención social, no respeta la autoridad, los modales o la sociedad.
- Andrés Almeida es Daniel Gómez es un tipo creativo, libre e ingenioso, que a pesar de su gran inteligencia es incapaz de terminar todas las grandes metas que se plantea. No se preocupa por el futuro, para él únicamente existe el hoy. Sin embargo siempre está logrando tareas como pequeños negocios o fiestas gracias al talento natural que posee para ganarse el agrado de quienes lo rodean.
- Elizabeth Guindi es Sara Díaz la sobre protectora madre de Abril. Aunque está sumida en su profesión, es incapaz de mantener una relación de comunicación y diálogo con Abril o Brenda, sus dos hijas. Es una apasionada y dedicada psicóloga, trabaja en la misma escuela a la que asiste Brenda, ama a sus hijas profundamente, y haría cualquier cosa por evitarles cualquier sufrimiento, incluso si esto incluye guardar un secreto oscuro sobre la desaparición de su padre.
- Geraldine Galván es Brenda Ruiz la hermana menor de Abril, desde muy pequeña, Brenda la ha admirado muchísimo. De niña pensaba que su hermana mayor era invencible. Ahora, como producto de la adolescencia, se siente opacada por su belleza y alegría. Es muy impulsiva y por lo general no mide las consecuencias de sus actos.
- Humberto Busto es Elías Ruíz Es el confidente y amigo de Abril. Elías siempre la cuida y protege, aunque las actividades de Abril han hecho que se hayan distanciado, hacen lo que está en sus manos por mantener su relación.
- Opi Domínguez es Roxana Estrada desde muy pequeña conoce a Abril. Rox, junto con Elías y Daniel, pertenece a los amigos del barrio con los que Abril convive, sólo que en los últimos años ha habido un alejamiento entre ella y la protagonista.
- Danny Perea es Raquel Valenzuela trabaja con Abril en la editorial; es su competencia en la oficina y la rival que pelea con ella por la atención de Sebastián. Trabaja como reportera y todo el tiempo está buscando conseguir la primera plana con los escándalos de la gente más exclusiva de México.
- Isela Vega es Emma Díaz la cariñosa y comprensiva abuela de Abril y siempre está tratando de mediar entre los problemas que tiene Sara con sus hijas. Quiere a sus nietas y se preocupa por ellas, pero comprende que son jóvenes y nunca juzga sus decisiones.
- Damayanti Quintanar es Karina pareja sentimental de Elías y quien queda embarazada después de una noche juntos,  Karina busca a Elías únicamente para hacerle saber su estado y pedirle la autorización para dar al bebe en adopción, sin embargo entre ella y Elías surgirá un lazo sentimental muy fuerte.
- Mariana Peñalba es Vanessa Herrera una mujer frívola y estricta, jefa editorial de la revista Caras y jefa de Abril y Raquel, su carácter y personalidad la hacen triunfar y pasar por encima de quien sea por una exclusiva.
- Mauricio Isaac es Mike amigo y compañero de Abril, un talentoso fotógrafo que se siente estancado en un trabajo donde no se siente apreciado por sus aportes a la revista.
- Carlos Aragón es Jorge Márquez tío de Abril un médico que se siente impotente por la poca importancia que Abril le da a su tratamiento, este fue el cómplice de su hermano al tratar de ocultar su enfermedad y quien lo apoyo cuando decidió no seguir con el tratamiento, esto ha provocado un profundo resentimiento en Sara quien rompe relaciones con él.

### Participaciones Especiales
- Sandra Itzel es Daniela  amiga de Brenda.
- Emiliano Estrada es Andrés  un niño que le da lecciones de vida a la protagonista
- Greta Cervantes es Marisol mejor amiga y compañera de escuela de Brenda quien siempre la incubre y acompala en todas sus locuras.
- Arturo Barba es Enrique padre de Marisol y amigo de Sara, este está en profundo desacuerdo con la influencia de Brenda sobre su hija.
- Natalia Córdoba es Rita exnovia de Leo.
- Raúl Sebastian es Diego compañero de Marisol y Brenda un jovencito rebelde y muy adelantado que influye mucho sobre Brenda.
- Antonio de la Vega es Fernando Márquez periodista multipremiado padre de Abril y esposo de Sara muere de cáncer y obliga a su hermano Jorge a suspender el tratamiento contra la leucemia. Este tenía una doble vida con otra familia.
- Juanes es Juanes este se encuentra en México apoyando a una campaña de prevención oportuna del Cáncer, mientras que Abril trata a toda costa de lograr una exclusiva entrevista con él.
- Aarón Díaz es Sebastián joven escritor y amigo de Abril quien la apoya durante su enfermedad.
- Ludwika Paleta es Ceci Millet famosa y escandalosa actriz que tiene una discusión con Abril y quien le otorga una entrevista, muere en un accidente de tránsito.

## Episodios
- Anexo:Episodios de Terminales

La primera temporada de la serie contó con 13 episodios de aproximadamente una hora de duración; el primer episodio de la serie fue nombrado Sueños y se transmitió el día 17 de septiembre de 2008, el último episodio de la misma fue Deseos dirigido por Rigoberto Castañeda y fue transmitido el día 15 de diciembre de 2008 ambas fechas por medio de la señal abierta de Canal 5.

## Adaptaciones
En 2010, la empresa productora BocaBoca adquirió los derechos de la serie para realizar su versión española titulada Quiero vivir para el canal Cuatro.
Para finales del 2012, la cadena norteamericana ABC Family anunció que grabará el piloto en inglés y que llevará por título, 'Terminales'.  Cuenta con las actuaciones de Italia Ricci como April y Haley Ramm como Brenna.
La serie ha sido confirmada, pero con el título de Chasing Life y se contempla su inicio a principios del 2014. Dicha serie tuvo dos temporadas.